# Plaza Kotzia
La plaza Kotzia (en griego: Πλατεία Κοτζιά), oficialmente plaza de la Resistencia nacional (en griego: Πλατεία Εθνικής Αντίστασης), es una plaza situada en el centro de Atenas (Grecia), a medio camino entre la plaza Omonia y Monastiraki. La plaza conserva varios ejemplos de la arquitectura neoclásica local del siglo xix, como el Ayuntamiento de Atenas y la sede histórica del Banco Nacional de Grecia. Su nombre se debe a Konstantinos Kotzias, antiguo alcalde de Atenas.

## Ubicación
La plaza está rodeada por la calle Efpolidos al norte, la calle Athinas al oeste, la calle Kratinou al sur y la calle Aiolou al este. Se encuentra al sur de la plaza Omonia y al norte de Monastiraki. La plaza Kotzia está delante del Ayuntamiento de Atenas, diseñado por Panagis Kalkos, y está decorada con bustos de atenienses famosos como Pericles y Solón.

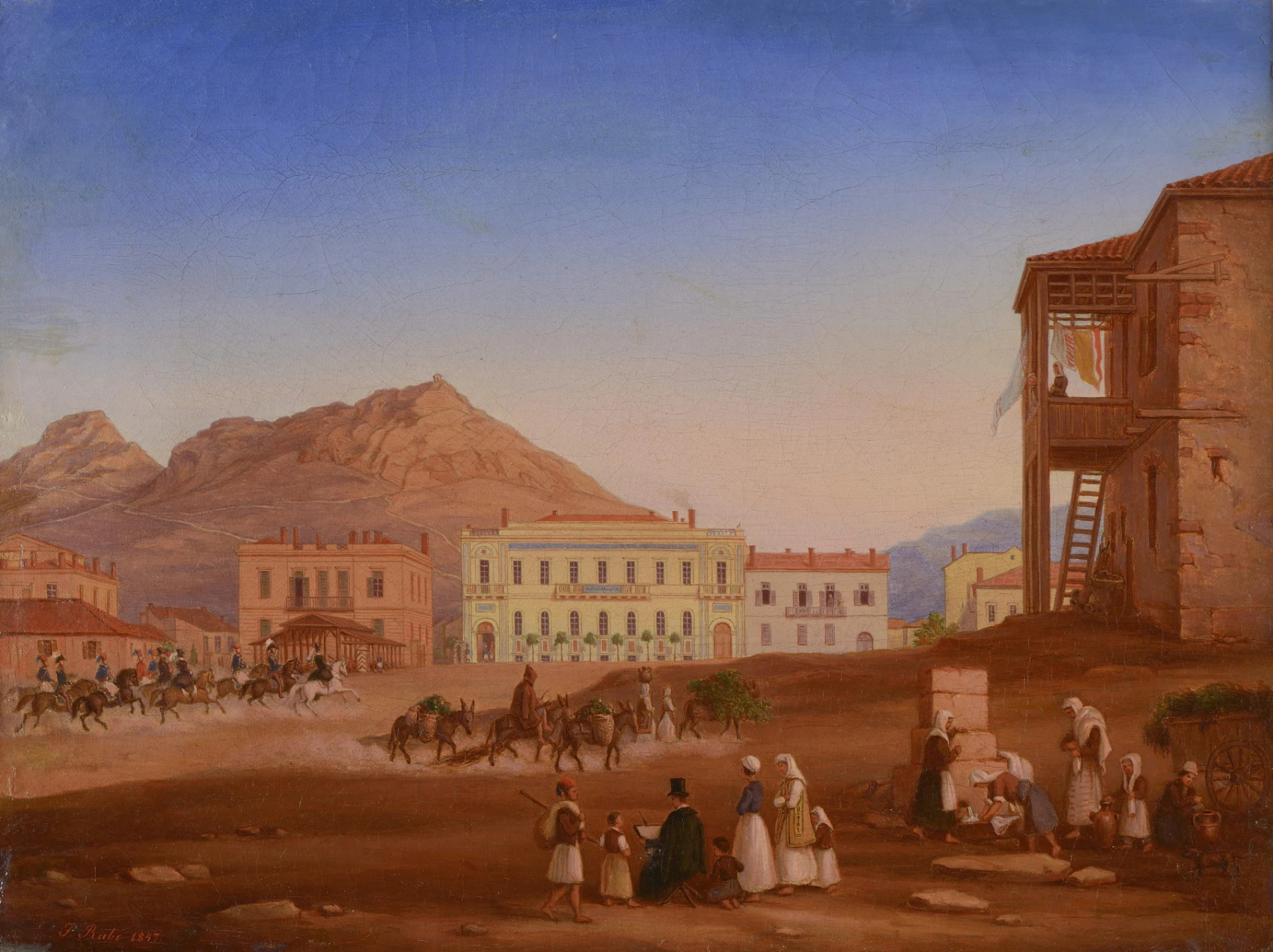
Representación artística de la «plaza Luis» por el pintor alemán Johannes Rabe.

La plaza alberga varios edificios oficiales, como el Ayuntamiento de Atenas al oeste, la sede histórica del Banco Nacional de Grecia al este y la Mégaro Melá al sur. También está cerca el mercado municipal de Atenas, construido en 1878 e inaugurado en 1886. En el centro de la plaza, una fuente rectangular alberga en su centro una escultura titulada Teseo, de la artista griega Sophia Vari.

## Historia

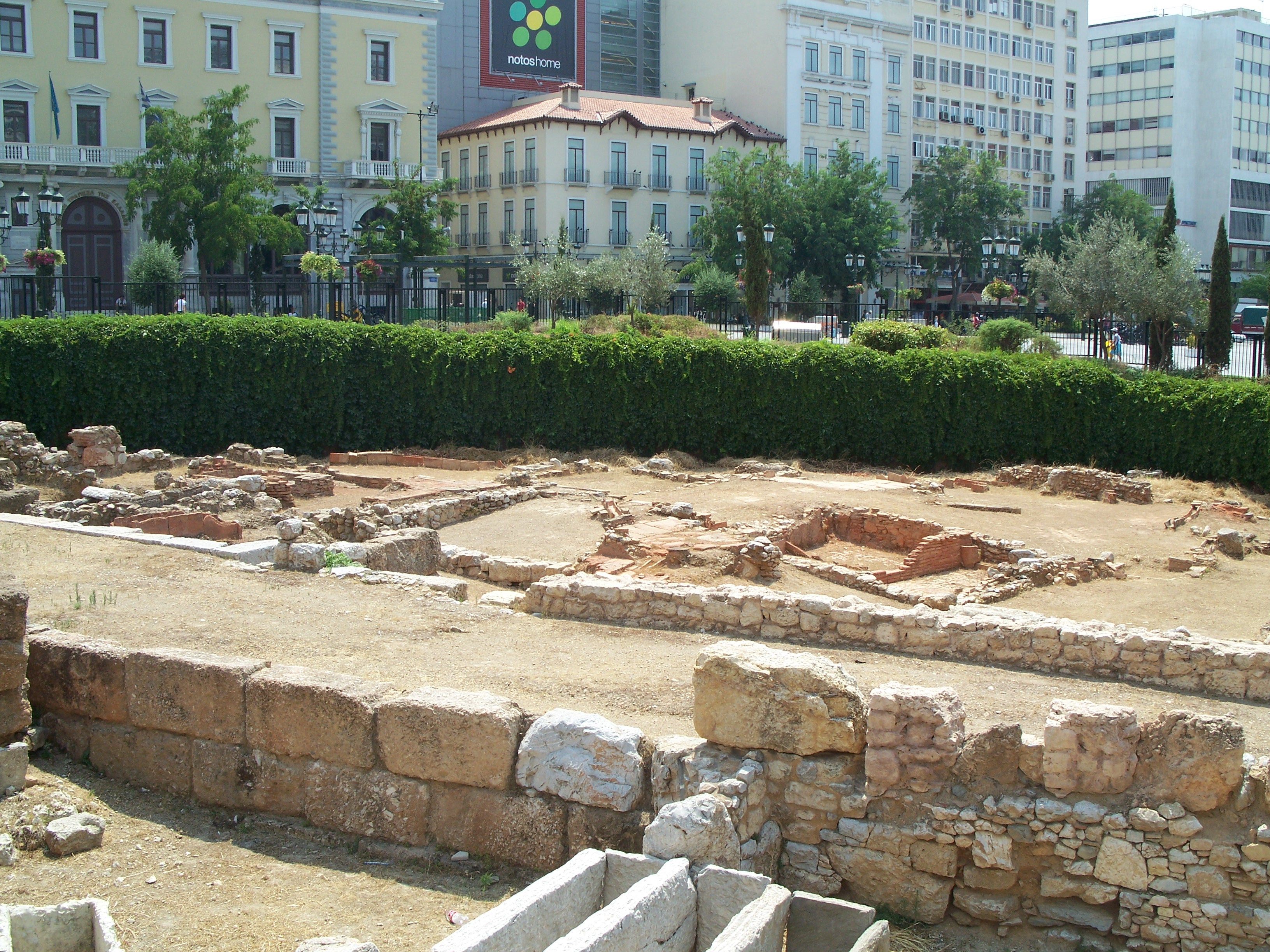
Antigüedades expuestas en la plaza Kotzia: tumbas, una antigua calle y partes de las fortificaciones de la ciudad.

La plaza fue construida en 1874. Inicialmente recibió el nombre de «plaza Luis» en honor a Luis I de Baviera, padre del primer rey de Grecia, Otón, y célebre filohelenista. Entre 1873 y 1888, en el actual emplazamiento del Ayuntamiento de Atenas se construyó un teatro municipal, que fue demolido en 1939 pese a las protestas. En la década de 1960, la plaza fue renombrada «plaza Kotzia» en homenaje al alcalde de la ciudad Konstantinos Kotzias (alcalde entre 1934 y 1936, y posteriormente en 1951), famoso esgrimista, diputado y ministro. En 1977, la plaza recibió su nombre actual: «plaza de la Resistencia nacional». No obstante, los atenienses tienen costumbre de referirse a ella en la vida cotidiana como «plaza Kotzia» por simplicidad.
La plaza ha sido el escenario de diferentes eventos culturales y deportivos. Durante las Olimpiadas de 2004, albergó la línea de salida y de meta del circuito del centro histórico de Atenas para las pruebas de ciclismo en ruta masculino y femenino, así como varios eventos artísticos. Para la final de la Eurocopa de 2004, ganada por la selección de Grecia, se instaló una pantalla gigante en la plaza.

## Excavaciones
El proyecto de construcción de un aparcamiento subterráneo bajo la plaza condujo a una gran campaña de excavaciones preventivas de 6650 m² entre 1985 y 1988. También se realizaron excavaciones complementarias en 1998. En la parte noreste de la plaza, los arqueólogos descubrieron importantes restos de la antigua Grecia: una carretera, un conjunto de tumbas y los cimientos de un edificio. La plaza Kotzia está situada junto a la antigua muralla de Temístocles de la antigua Atenas, a la altura de la puerta de Acarnas, que se llamaba así porque por ella pasaba la carretera que llevaba a Acarnas. Por ello, en la plaza también se encuentran restos de la muralla de la ciudad, así como partes importantes del antemural y del foso.